# AFC Champions League 2013 - Fase a eliminazione diretta
La fase finale della AFC Champions League 2013 si svolge dal 14 maggio al 9 novembre. 16 squadre (8 dall'Asia occidentale e 8 da quella orientale) competono in questa fase.

## Squadre qualificate
| Gruppo | Vincitore            | Secondo Posto          |
| ------ | -------------------- | ---------------------- |
| A      | Al-Shabab            | Al Jaish               |
| B      | Lekhwiya             | Al-Shabab Dubai        |
| C      | Al-Ahli              | Al-Gharafa             |
| D      | Esteghlal            | Al-Hilal               |
| E      | FC Seoul             | Buriram United         |
| F      | Guangzhou Evergrande | Jeonbuk Hyundai Motors |
| G      | Bunyodkor            | Beijing Guoan          |
| H      | Kashiwa Reysol       | Central Coast Mariners |

## Formato
Nella fase finale le sedici squadre qualificate si affrontano in partite di andata e ritorno; se necessarie, si applicano le regole dei gol fuori casa, i tempi supplementari e i tiri di rigore.

## Sorteggio
Asia Occidentale
- Vincitore Gruppo A vs. Secondo posto Gruppo C
- Vincitore Gruppo C vs. Secondo posto Gruppo A
- Vincitore Gruppo B vs. Secondo posto Gruppo D
- Vincitore Gruppo D vs. Secondo posto Gruppo B

Asia Orientale
- Vincitore Gruppo E vs. Secondo posto Gruppo G
- Vincitore Gruppo G vs. Secondo posto Gruppo E
- Vincitore Gruppo F vs. Secondo posto Gruppo H
- Vincitore Gruppo H vs. Secondo posto Gruppo F

Le vincenti dei gruppi giocano in casa la seconda partita.
I sorteggi per quarti di finale, semifinali e finale saranno effettuati dopo la conclusione degli ottavi di finale. Team di zone differenti non si affronteranno, e verrà rispettata la regola della "protezione nazionale" verrà rispettata: se ci saranno solo due team della stessa nazione, non si potranno scontrare nei quarti di finale.

## Ottavi di finale
| Squadra 1              | Totale | Squadra 2            | Andata | Ritorno |
| ---------------------- | ------ | -------------------- | ------ | ------- |
| Al-Gharafa             | 1 – 5  | Al-Shabab            | 1 – 2  | 0 – 3   |
| Al Jaish               | 1 – 3  | Al-Ahli              | 1 – 1  | 0 – 2   |
| Al-Hilal               | 2 – 3  | Lekhwiya             | 0 – 1  | 2 – 2   |
| Al Shabab Dubai        | 2 – 4  | Esteghlal            | 2 – 4  | 0 – 0   |
| Beijing Guoan          | 1 – 3  | FC Seoul             | 0 – 0  | 1 – 3   |
| Buriram United         | 2 – 1  | Bunyodkor            | 2 – 1  | 0 – 0   |
| Central Coast Mariners | 1 – 5  | Guangzhou Evergrande | 1 – 2  | 0 – 3   |
| Jeonbuk Hyundai Motors | 2 – 5  | Kashiwa Reysol       | 0 – 2  | 2 – 3   |

### Andata
| Arbitro: | Benjamin Williams |

|                         |           |             |
| Anawin 17’ Ekkachai 76’ | Marcatori | 45+1’ Taran |

| Pechino 14 maggio 2013, ore 19:30 UTC+8 | Beijing Guoan   | 0 – 0 referto | FC Seoul | Stadio dei lavoratori (36.458 spett.)\| Arbitro: \| Andre El Haddad \| |
| Arbitro:                                | Andre El Haddad |               |          |                                                                        |

| Arbitro: | Kim Jong-Hyeok |

|               |           |                               |
| Bresciano 42’ | Marcatori | 55’ Tagliabúe 83’ Al-Shamrani |

| Arbitro: | Ali Abdulnabi |

|              |           |               |
| Anderson 76’ | Marcatori | 45+1’ Al-Musa |

| Arbitro: | Abdul Malik Abdul Bashir |

|         |           |                         |
| Duke 7’ | Marcatori | 28’ Barrios 76’ Muriqui |

| Arbitro: | Mohamed Al Zarouni |

|  |           |                       |
|  | Marcatori | 3’ Kudo 74’ Masushima |

| Arbitro: | Yūichi Nishimura |

|                             |           |                                                |
| L. Henrique 45+2’ Edgar 85’ | Marcatori | 55’ Samuel 72’ Nekounam 80’ Majidi 89’ Heydari |

| Arbitro: | Kim Dong-jin |

|  |           |            |
|  | Marcatori | 81’ Msakni |

### Ritorno
| Arbitro: | Mohsen Torky |

|                                            |           |            |
| Adi 61’ Yun Il-Lok 70’ Koh Myong-Jin 90+4’ | Marcatori | 9’ Kanouté |

| Tashkent 21 maggio 2013, ore 19:00 UTC+5 | Bunyodkor        | 0 – 0 referto | Buriram United | Bunyodkor Stadioni (11.672 spett.)\| Arbitro: \| Abdullah Balideh \| |
| Arbitro:                                 | Abdullah Balideh |               |                |                                                                      |

| Arbitro: | Valentin Kovalenko |

|                               |           |  |
| Bruno César 24’ Al-Bassas 37’ | Marcatori |  |

| Arbitro: | Masaaki Toma |

|                                 |           |  |
| Tagliabúe 35’, 48’ Radeah 90+2’ | Marcatori |  |

| Arbitro: | Abdullah Al Hilali |

|                                        |           |                               |
| Watanabe 44’ Jorge Wagner 51’ Kudo 69’ | Marcatori | 23’ (aut.) Masushima 87’ Oris |

| Arbitro: | Abdulrahman Abdou |

|                                    |           |  |
| Muriqui 7’ Conca 45+1’ Gao Lin 68’ | Marcatori |  |

| Arbitro: | Peter Green |

|                  |           |                                     |
| Dia 14’ Musa 52’ | Marcatori | 64’ Al-Faraj 78’ (rig.) Al-Shalhoub |

| Teheran 22 maggio 2013, ore 21:00 UTC+4:30 | Esteghlal | 0 – 0 referto | Al Shabab Dubai | Stadio Azadi (25.700 spett.)\| Arbitro: \| Tan Hai \| |
| Arbitro:                                   | Tan Hai   |               |                 |                                                       |

## Quarti di finale
| Squadra 1            | Totale    | Squadra 2      | Andata | Ritorno |
| -------------------- | --------- | -------------- | ------ | ------- |
| Al-Ahli              | 1–2       | FC Seoul       | 1–1    | 0–1     |
| Esteghlal            | 3–1       | Buriram United | 1–0    | 2–1     |
| Kashiwa Reysol       | 3–3 (gfc) | Al-Shabab      | 1–1    | 2–2     |
| Guangzhou Evergrande | 6–1       | Lekhwiya       | 2–0    | 4–1     |

### Andata
| Arbitro: | Kim Jong-Hyeok |

|          |           |              |
| Kudo 21’ | Marcatori | 44’ Fernando |

| Arbitro: | Kim Dong-jin |

|                              |           |  |
| Conca 73’ (pen.) Elkeson 76’ | Marcatori |  |

| Arbitro: | Abdulrahman Abdou |

|            |           |  |
| Heydari 2’ | Marcatori |  |

| Arbitro: | Abdullah Balideh |

|               |           |                |
| Al-Sawadi 81’ | Marcatori | 10’ Damjanović |

### Ritorno
| Arbitro: | Masaaki Iemoto |

|                |           |  |
| Damjanović 90’ | Marcatori |  |

| Arbitro: | Ryuji Sato |

|           |           |                                       |
| Osmar 38’ | Marcatori | 53’ H. Omranzadeh 90+2’ A. Teymourian |

| Arbitro: | Mohamed Al Zarouni |

|                          |           |                                                  |
| Zhang Linpeng 51’ (aut.) | Marcatori | 14’ D. Conca 16’ Elkeson 31’ Muriqui 77’ Elkeson |

| Arbitro: | Nawaf Shukralla |

|                                 |           |                                      |
| Naif Hazazi 10’ H. Fallatah 85’ | Marcatori | 13’ (aut.) Tae-Hwi Kwak 73’ N. Kondo |

## Semifinali
| Squadra 1      | Totale | Squadra 2            | Andata | Ritorno |
| -------------- | ------ | -------------------- | ------ | ------- |
| Kashiwa Reysol | 1 – 8  | Guangzhou Evergrande | 1 – 4  | 0 –4    |
| FC Seoul       | 4 – 2  | Esteghlal            | 2 – 0  | 2 – 2   |

### Andata
| Arbitro: | Valentin Kovalenko |

|                  |           |                                   |
| Jorge Wagner 10’ | Marcatori | 58’, 90+1’ Muriqui 67’, 82’ Conca |

| Arbitro: | Benjamin Williams |

|                              |           |  |
| Damjanović 39’ Ko Yo-Han 47’ | Marcatori |  |

### Ritorno
| Arbitro: | Abdulrahman Abdou |

|                                        |           |  |
| Elkeson 16’ Conca 57’ Muriqui 79’, 87’ | Marcatori |  |

| Arbitro: | Khalil Al Ghamdi |

|                      |           |                                        |
| Samuel 50’ Ghazi 75’ | Marcatori | 37’ Ha Dae-Sung 80’ (rig.) Kim Jin-Kyu |

## Finale
| Squadra 1 | Totale | Squadra 2            | Andata | Ritorno |
| --------- | ------ | -------------------- | ------ | ------- |
| FC Seoul  | 3–3    | Guangzhou Evergrande | 2 – 2  | 1–1     |

### Andata
| Arbitro: | Ravshan Irmatov |

|                             |           |                         |
| Escudero 12’ Damjanović 83’ | Marcatori | 30’ Elkeson 59’ Gao Lin |

### Ritorno
| Arbitro: | Nawaf Shukralla |

|             |           |                |
| Elkeson 58’ | Marcatori | 63’ Damjanovic |